# Сони Ей Екс Ен
Сони Ей Екс Ен (на английски: Sony AXN) е сателитна платена телевизия, създадена от Сони Пикчърс Ентъртейнмънт.
Първото ѝ излъчване е на 21 септември 1997 година. Телевизията покрива Европа, Япония и други части от Азия и Латинска Америка. Програмата се излъчва и в България от канала Ей Екс Ен Юръп.
Ей Екс Енизлъчва 24 часа и предлага сериали, филми, анимация и реалити и спортни програми. Съществуват и два дъщерни канала: Ей Екс Ен Сай-Фай и Ей Екс Ен Крайм, също приемани в България.
На 17 октомври 2019 г. каналът Ей Екс Ене преименуван на Сони Ей Екс Ен и същевременно получава ново лого.

## Сериали и шоута
Някои от сериалите и телевизионните шоута, които се излъчват по Ей Екс Ен се излъчват и по други телевизии, които са купили правата за това. В някои случаи сериалите и шоу програмите са дублирани. По телевизията се излъчват следните сериали и шоута:
- Азия: 4400, Д-р Хаус, Изгубени, От местопрестъплението, От местопрестъплението: Маями, От местопрестъплението: Ню Йорк, Наричана още, Лас Вегас, Свръхестествено, Шеметна надпревара, Kidnapped, Ripley's Believe It Or Not!, Страх

- Бразилия: Изгубени, От местопрестъплението: Маями, От местопрестъплението: Ню Йорк, Щитът, The Amazing Race, Закон и ред: Умисъл за престъпление, Лас Вегас, Мъртвата зона, Престъпни намерения, Kidnapped, Наричана още, Hack, Болница „Кралството“, The Collector, N.C.I.S

- Централна Европа: Шеметна надпревара, Д-р Хаус, Правосъдие на колела, Наричана още, Андромеда, Бойна звезда: Галактика, Повелителят на зверовете, Чарли Джейд, Престъпни намерения, От местопрестъплението: Ню Йорк, Мъртвата зона, Вашингтон, окръг Колумбия, Закрилникът, Херкулес, В името на правдата, Джерико, Изгубени, Майкъл Хейс, Мутант Х, Регенезис, Шийна, Щитът, В съседното измерение, Стар Трек: Ентърпрайз

- Индия: 24, Наричана още, Андромеда, От местопрестъплението, От местопрестъплението: Маями, От местопрестъплението: Ню Йорк, Д-р Хаус, Лас Вегас, Клъцни/Срежи, Свръхестествено, Щитът, The Amazing Race

- Европа: Андромеда, The Collector, Луда надпревара, F/X: The Series, Шотландски боец, Homicide: Life on the Street, Kidnapped, MacGyver, Майкъл Хейс, Мутант Х, New York Undercover, Nash Bridges, Одисей 5, Police Rescue, Quantum Leap, Търсач на реликви, Престъпни намерения, В съседното измерение, Трета смяна, Щитът

- Япония: Наричана още, The Amazing Race, Андромеда, Ангелите на Чарли, Чародейките, От местопрестъплението, От местопрестъплението: Маями, Dark Angel, Мъртвата зона, Беглецът, The Greatest American Hero, Hart to Hart, Нашествие, Изгубени, Маями Вайс, Moonlighting, Мутант Х, Nash Bridges, Никита, Одисей 5, До краен предел, Щитът, Смолвил, Старгейт SG-1, Старгейт: Атлантида, Зоната на здрача, В.И.П.